# Даниель (лунный кратер)
Кратер Даниель (лат. Daniell) — небольшой ударный кратер в юго-восточной части Озера Сновидений на видимой стороне Луны. Название присвоено в честь английского физика и химика Джона Фредерика Даниеля (1790—1845) и утверждено Международным астрономическим союзом в 1935 г.

## Описание кратера

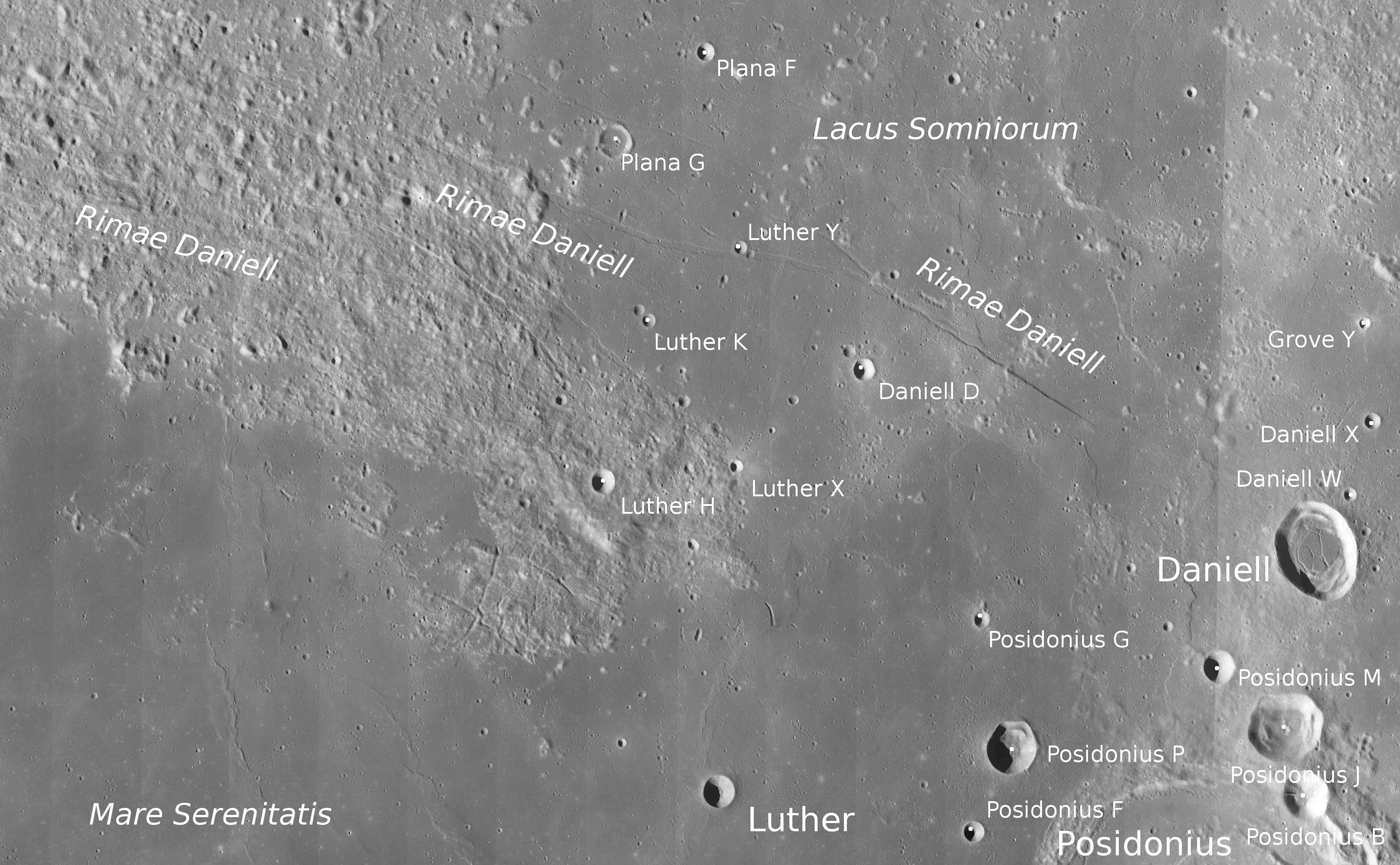
Окрестности кратера Даниель. Снимок Lunar Reconnaissance Orbiter.

Ближайшими соседями кратера являются кратер Плана на севере-северо-западе, кратер Мейсон на севере, кратер Гров на севере-северо-востоке, кратеры Холл и Бонд Дж. на юго-востоке, кратер Посидоний на юге и кратер Лютер на юге-юго-западе. На западе от кратера простирается Море Ясности, на северо-западе находятся борозды Даниеля, на севере Озеро Смерти, на юго-востоке борозда Бонда Дж.. Селенографические координаты центра кратера 35°25′ с. ш. 31°10′ в. д. / 35,42° с. ш. 31,16° в. д., диаметр 28,2 км, глубина 1,9 км.
Кратер имеет эллиптическую форму с большой осью ориентированной в направлении север-северо-запад — юг-юго-восток, практически не разрушен. Вал кратера с острой кромкой и узким крутым внутренним склоном, на севере-северо-западе и юге-юго-востоке внутренний склон имеет следы террасовидной структуры. В южной части вала у подножья внутреннего склона видны следы обрушения. высота вала над окружающей местностью достигает 900 м. Дно чаши кратера сравнительно ровное, отмечено сетью борозд, центральный пик отсутствует, альбедо дна чаши ниже чем у окружающей местности. Объем кратера составляет приблизительно 570 км³.

## Сателлитные кратеры
| Даниель | Координаты                                            | Диаметр, км |
| ------- | ----------------------------------------------------- | ----------- |
| D       | 37°03′ с. ш. 25°51′ в. д. / 37,05° с. ш. 25,85° в. д. | 5,8         |
| W       | 35°56′ с. ш. 31°33′ в. д. / 35,93° с. ш. 31,55° в. д. | 3,6         |
| X       | 36°36′ с. ш. 31°49′ в. д. / 36,6° с. ш. 31,81° в. д.  | 4,4         |

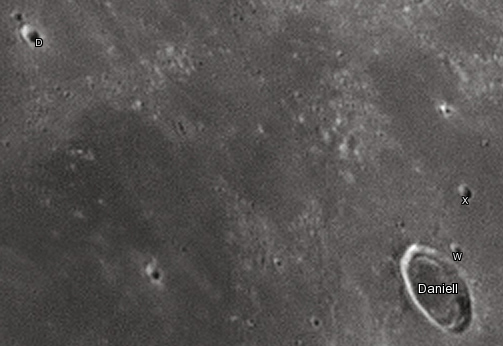
Снимок Девида Кемпбелла.

- Сателлитный кратер Даниель D включен в список кратеров с яркой системой лучей Ассоциации лунной и планетарной астрономии (ALPO)[5].

## Галерея

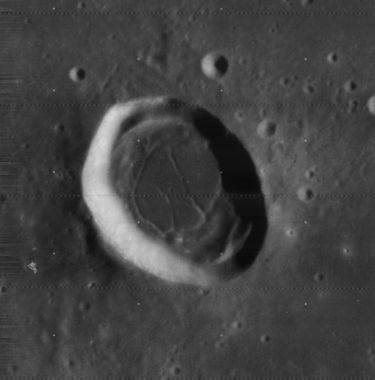
Снимок зонда Lunar Orbiter - IV.